# Skleroterapia
Skleroterapia, obliteracja, ostrzykiwanie – zabieg stosowany głównie w leczeniu przewlekłej niewydolności żylnej, której objawem są m.in. żylaki, żyły siateczkowate i teleangiektazje. Mechanizm polega na redukcji przepływu krwi w naczyniu przy zastosowaniu środków chemicznych. Stosuje się różne substancje czynne, stężenie preparatów i techniki, od których uzależniona jest skuteczność zabiegu. Jego zaletą jest m.in. mniejsza inwazyjność dla organizmu niż metod operacyjnych.

## Opis zabiegu
Leczenie zaczyna się od postawieniu diagnozy przez flebologa, który zwykle zaleca wykonanie badania USG Dopplera układu żylnego kończyn. Pozwala ono ocenić, czy można ograniczyć leczenie do zamykania naczyń, czy też konieczny jest zabieg operacyjny. Lekarz ustala również, czy nie ma przeciwwskazań do skleroterapii. Zabieg polega na miejscowym wstrzyknięciu do zmienionej chorobowo żyły specjalnego preparatu w celu wywołania odczynu zapalnego ściany naczynia. W miejscu zapalenia powstaje skrzeplina, która z czasem ulega zwłóknieniu, czego następstwem jest zamknięcie światła naczynia (obliteracja). Żylak tworzony przez to naczynie zanika z powodu braku ciśnienia krwi w tym naczyniu. Do najpopularniejszych preparatów zamykających naczynia żylne należą: Aethoksysclerol, Scleremo, Variglobin, Varicocid. Skleroterapię wykonuje się w znieczuleniu miejscowym lub zewnątrzoponowym. Zabieg trwa od 15 do 30 minut.

## Wskazania
- Żylaki naczyniowe
- Żylaki głębokie
- Żylaki po zabiegach operacyjnych
- Pajączki (teleangiektazje)
- Żyły siateczkowate
- Niewielkie wady naczyniowe (np. naczyniaki jamiste)
- Niewydolność żyły odpiszczelowej i odstrzałkowej
- Owrzodzenie żylakowe[3]

## Przeciwwskazania
- Okres ciąży i laktacji
- Uczulenie na środek stosowany do obliteracji
- Nowotwór
- Choroba tkanki łącznej
- Obrzęk chłonny
- Choroba reumatyczna
- Choroba zwyrodnieniowa
- Przewlekła niewydolność żylna
- Zaawansowany wiek
- Zakrzepica żył głębokich[4]

## Przygotowanie do zabiegu
Zabieg poprzedza badanie USG z kolorowym obrazowaniem przepływu krwi za pomocą metody Dopplera. Pozwala to na wnikliwą oceną układu żył głębokich i powierzchownych. Przed podaniem leku lekarz upewnia się też, że chory nie jest uczulony na środek stosowany do obliteracji.

## Techniki skleroterapii

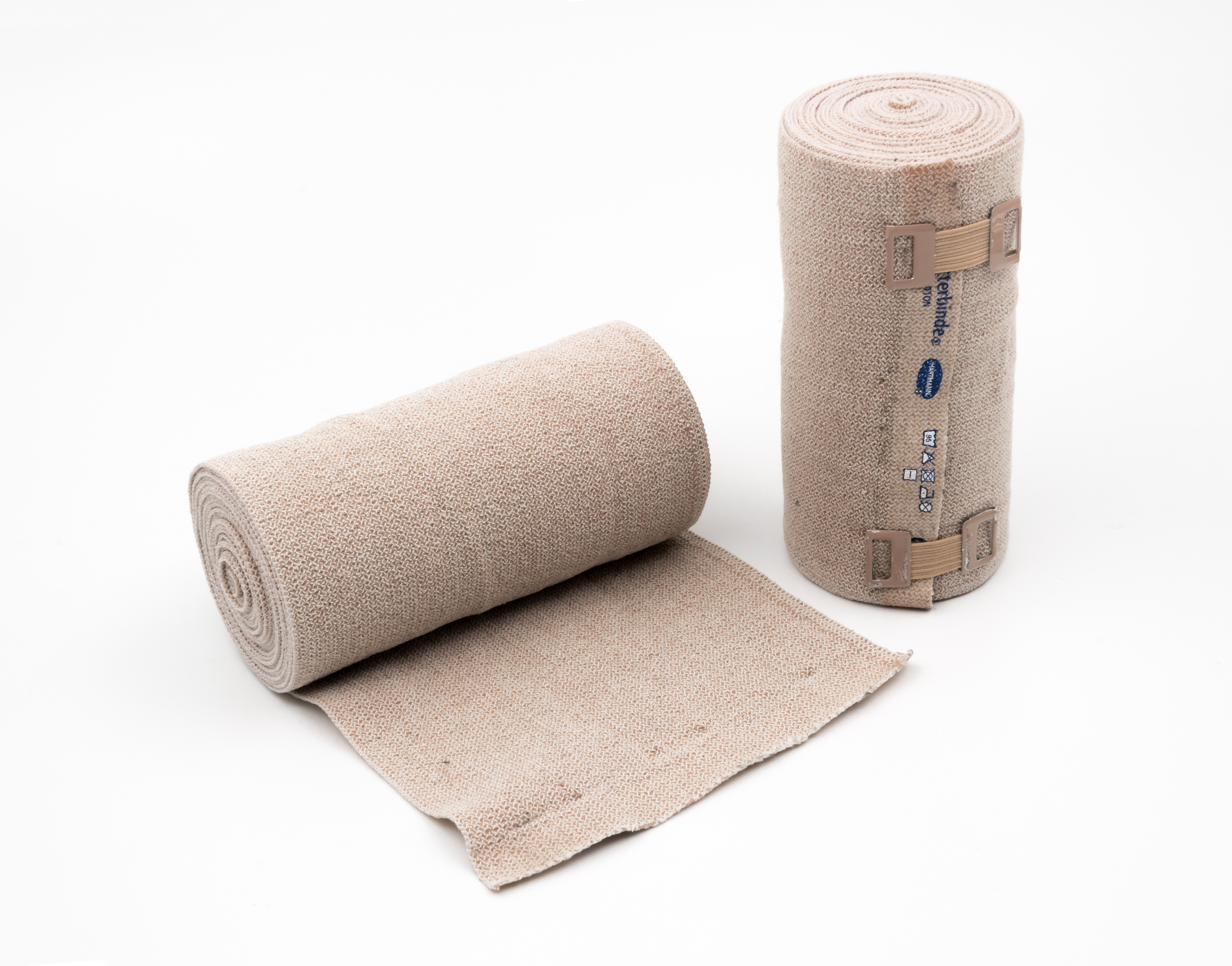
Opaski Hartmann Pütterbinde używane do kompresjoterapii

Skleroterapia za pomocą środka w formie roztworu polega na iniekcji leku o odpowiednim stężeniu do żył zasilających żylaki, które są lokalizowane podczas badania ultrasonograficznego. Substancję podaje się stopniowo, aby nie doprowadzić do pęknięcia cienkościennego światła żylaka. Iniekcja odbywa się co określony odcinek żyły. Zabieg kończy założenie opaski elastycznej o odpowiedniej kompresji. Zamierzony efekt zwłóknienia żyły jest osiągany po kilku tygodniach od zabiegu.
W przypadku skleroterapii za pomocą środka w formie pianki podobnie diagnozowane jest miejsce iniekcji jak przy technice roztworu. Następnie lek w formie płynnej jest przeprowadzany w postać spienioną dzięki odpowiedniemu dozowaniu do jałowej strzykawki powietrza. Chory przyjmuje pozycję leżącą, a do patologicznej żyły podawana jest substancja o zagęszczonej konsystencji. Podany lek przemieszcza się wzdłuż żyły ku górze, gdyż pianka ma mniejszą gęstość niż krew żylna. Jednocześnie obserwuje się obkurczanie żyły. Ostatnim etapem zabiegu jest kompresjoterapia, która trwa ok. 30 dni, aż do momentu zwłóknienia żyły.
W przypadku naczyń śródskórnych o średnicy do 1 mm oraz znajdujących się w tkance podskórnej o średnicy 2–4 mm metoda leczenia obliteracyjnego jest jedną z najskuteczniejszych metod terapii.

## Zastosowanie
Skleroterapię stosuje się zwykle do małych i bardzo małych naczyń krwionośnych. Aktualnie w przypadku żył głównych i dużych żylaków oprócz zabiegów chirurgicznych coraz powszechniej stosuje się również skleroterapię piankową Tessariego wykonywaną pod kontrolą USG. W przypadku, kiedy u pacjenta występują również problemy z zastawkami żył głównych i mamy do czynienia z refluksem do żył głębokich, to skleroterapia piankowa staje się skuteczniejszą i bezpieczniejszą metodą eliminacji żylaków.

## Bezpieczeństwo
Zabieg jest stosunkowo bezpieczny i niezbyt bolesny, odbywa się w warunkach ambulatoryjnych. Jednak źle przeprowadzony, bez USG, może w skrajnych przypadkach prowadzić nawet do utraty kończyny.

## Powikłania
Do możliwych powikłań zalicza się
- wstrząs uczuleniowy
- martwica tkanek
- zapalenie żył
- zakrzepica żył głębokich
- zmiany skórne (np. przebarwienia)[3]

## Postępowanie po zabiegu
Po zabiegu niezbędne jest noszenie opaski uciskowej (kompresjoterapia). Zwykle trwa to ok. 1 miesiąc, a przy większych żylakach nawet do 6 miesięcy. Czas ucisku jest ustalany przez lekarza w oparciu o kontrolne badanie USG. Nie należy rozgrzewać kończyn dolnych. Kąpiel należy brać pod prysznicem w letniej wodzie. Przez okres noszenia opatrunku konieczne jest prowadzenie czynnego trybu życia i codzienny, co najmniej jednogodzinny spacer. Należy unikać dłuższego stania lub siedzenia.